# Le Puid
Le Puid település Franciaországban, Vosges megyében. Lakosainak száma 118 fő (2022. január 1.). Le Puid Belval, Châtas, Grandrupt, Le Mont, Le Saulcy, Le Vermont és Vieux-Moulin községekkel határos.

## Népesség
A település népességének változása:
| Lakosok száma | 97   | 97   | 102  | 107  | 113  | 114  | 115  | 118  |
|               | 2013 | 2015 | 2017 | 2018 | 2019 | 2020 | 2021 | 2022 |